# VfL 1905 Aachen
VfL 1905 Aachen is een Duitse voetbalclub uit de stad Aken, Noordrijn-Westfalen. 

## Geschiedenis
De club werd op 2 april 1905 opgericht door leden van het Burtscheider Turnverein als FC Porcetia Aachen. In 1907 werd de club lid van de West-Duitse voetbalbond. In 1909 fuseerde de club met Aachener BC, maar behield wel de naam Porcetia. De club speelde eerste in de lagere reeksen en werkte zich langzaam op. Door het uitbreken van de Eerste Wereldoorlog werd de Noordrijncompetitie regionaal onderverdeeld. In de regio Aken kwam er in 1914/15 enkel een bekercompetitie. Porcetia verloor hier meteen van VfJuV 1896 Duren. Het volgende seizoen kwam er wel weer een competitie met zeven teams en Porcetia werd nu tweede. De volgende twee jaar eindigde de club in de middenmoot. 
In 1919 werd de naam gewijzigd in Achener FV 1905 en in mei 1920 fuseerde de club met VfR 07 Aachen, het voormalige FC Hohenzollern Aachen, en nam zo de huidige naam aan. De club zakte weg naar de lagere reeksen. 